# Альґірдас Палецкіс
Альґірдас Палецкіс (лит. Algirdas Paleckis, нар. 20 травня 1971, Берн, Швейцарія) — литовський дипломат, політик та оглядач, російський шпигун.

## Життєпис
Народився 20 травня 1971 року в Берні, Швейцарія у родині дипломата Юстаса Вінцаса Палецкіса, його дідом був литовський політик та журналіст Юстас Палецкіс.
1994 року закінчив Вільнюський університет, здобувши ступінь магістра з журналістики та міжнародних відносин.

## Кар'єра
З 1997 до 2001 був першим секретарем Постійної місії Литви при ЄС у Брюсселі.
З 2001 до 2003 року був головою східноєвропейського відділу Міністерства закордонних справ Литви.
З 15 листопада 2004 до 15 листопада 2007 був членом Сейму.
З 24 січня 2005 до 5 травня 2007 був членом Ради Європи.
З 2007 до 2008 року працював віцемером Вільнюса. 2008 року заснував партію «Фронт», був її лідером до листопада 2014 року. Нині є політичним аналітиком. Вільно розмовляє литовською, англійською, французькою, російською та німецькою мовами.

## Кримінальні провадження
2011 року литовська влада розпочала кримінальне провадження проти Палецкіса за можливе заперечення ним радянської агресії проти Литви. У межах журналістського розслідування, заявив, що знайшов кількох свідків та балістичні експертизи, які стверджували, що на даху біля Вільнюського телевізійного центру начебто були таємні снайпери, які стріляли в мирних жителів. Потім він публічно заявив, що «схоже, що в січні 1991 року власні люди стріляли у своїх співвітчизників». Суд Вільнюса виправдав Палецкіса в січні 2012 року. Сторона обвинувачення подала апеляцію, йому присудили штраф у розмірі 10,4 тис. литів (€3,1 тис.) 12 червня 2012 року.
2018 року його заарештували знову, за підозрою в шпигуванні на користь Росії. У березні 2020 року Палецкіса заарештували без пред'явлення обвинувачення (чи початку судового розгляду) на понад 500 днів. Литовська влада заперечила звільнення його під заставу, пояснивши це тим, що він жив у Москві, мав там зв'язки та міг втекти з країни.
Палецкіса звільнили під нагляд у квітні 2020 року. 27 липня 2021 року окружний суд міста Шяуляй визнав його винним та засудив до шести років позбавлення волі. Вирок не є остаточним та може бути оскаржений.